# Вістник законів державних

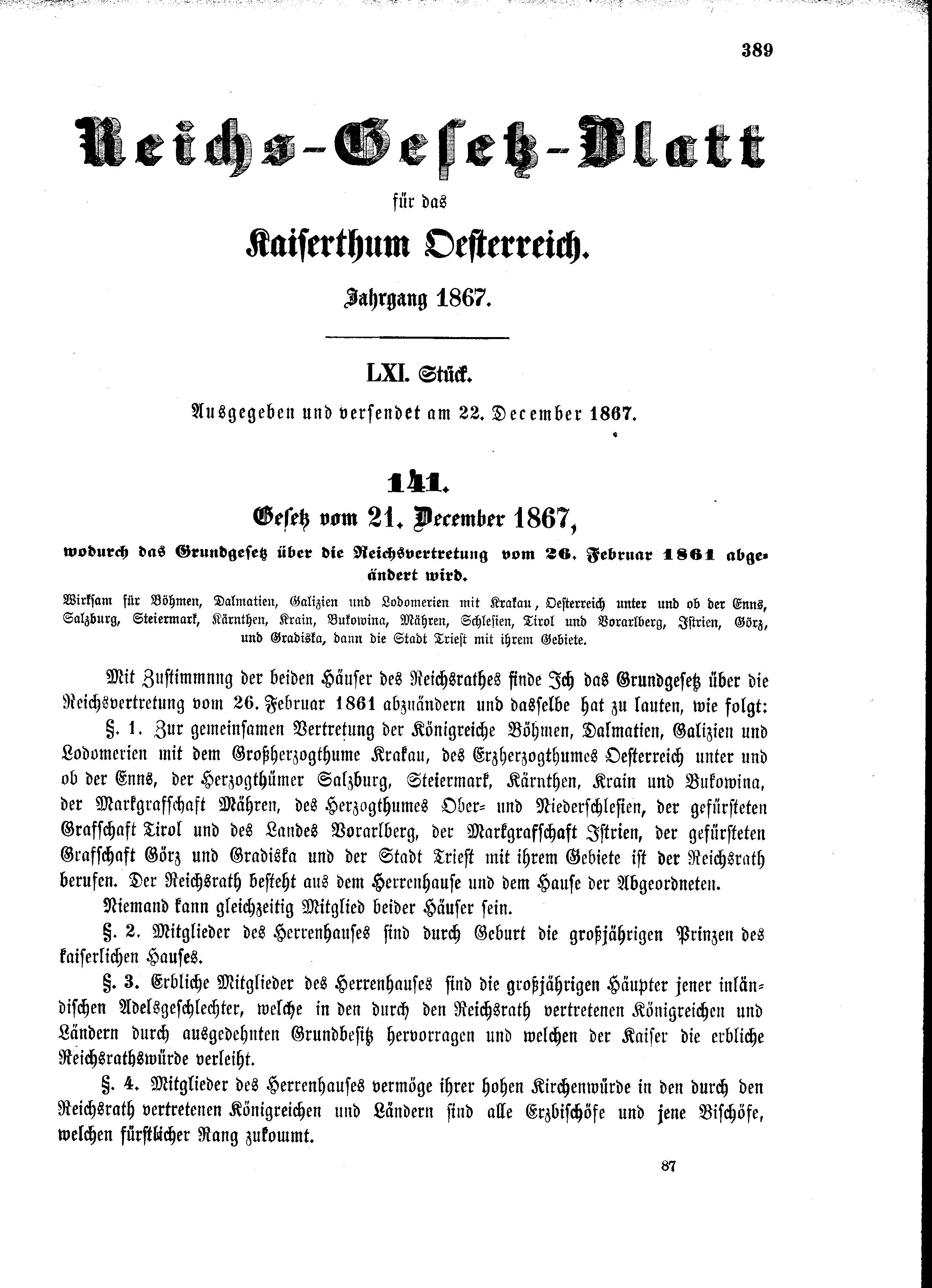
Reichs-Gesetz-Blatt für das Kaiserthum Österreich від 22 грудня 1867 р. з найважливішими актами, що становлять т. зв. груднева конституція

Офіційний вісник Австрії Журнал державних законів для королівств і країн, представлених у Державній раді, німецький чин. Reichsgesetzblatt (абревіатура: RGBl.) — офіційний, офіційний бюлетень (промульгаційний орган) австрійської держави в 1849—1918 роках, з 1870 року поширювався лише на Цислитію. Останній щоденник виходив 12 листопада 1918 року, у день проголошення Австрії республікою. 15 листопада 1918 року його замінив Staatsgesetzblatt, який, у свою чергу, 10 листопада 1920 року замінив Bundesgesetzblatt für die Republik Österreich (BGBl.).
Австрійський Reichsgesetzblatt з 1849 по 1852 рік мав назву Allgemeines Reichs-Gesetz- und Regierungsblatt für das Kaiserthum Österreich (пол. Powszechny dziennik praw państwa i rządu dla cesarstwa austryackiego) і, крім видання німецькою мовою, поширювався також у двомовних версіях (німецький текст з перекладом на: італійську, угорську, чеську, польську, русинську мови, словенська, сербохорватська та румунська).
З 1853 по 1869 рік він мав назву Reichsgesetzblatt fur das Kaiserthum Osterreich (пол. Państwowy Dziennik Praw dla Cesarstwa Austriackiego) і видавався лише німецькою мовою. У 1870 році востаннє назву було змінено на Reichsgesetzblatt für die im Reichsrath vertretenen Königreiche und Länder (пол. Dziennik ustaw państwa dla królestw i krajów w Radzie państwa reprezentowanych), його було перекладено на інші мови монархії, що іноді було джерелом проблем щодо автентичності текстів правових актів. Окремі мовні версії були названі:
- Bolletino delle Leggi dell'Imperio (італ.)
- Zákonník říšský (чеська)
- Foaila legilor (румунська)
- Državni zakonik (словенська)
- З державного списку (хорватська)
- Вістник законів державних Вістник законів державних.
- Birodalmi törvény-és kormánylap (угор., лише до 1852).

## Виноски
1. ↑  W polskim Dzienniku Ustaw używano skrót «Dz. u. p. austr.».
2. 1 2  Reichsgesetzblatt Polnisch. alex.onb.ac.at.
3. ↑  Allgemeines Reichs-Gesetz-und Regierungsblatt für das Kaiserthum Osterreich = Powszechny Dziennik Praw Państwa i Rządu dla Cesarstwa Austryackiego. 1852, oddział 2, cz. 79 (pl de) . 31 грудня 1852.
4. ↑  Kaisertum Österreich: das Reichsgesetzblatt 1849–1918. alex.onb.ac.at (нім.).
5. ↑  , Juliusz Bardach, Franciszek Ryszka, "Historia państwa i prawa Polski: Bardach, J., Senkowska-Gluck, M. Od rozbiorów do uwławszczenia. Wyd. 1. 1981"
6. ↑  Dziennik Ustaw Państwa dla Królestw i Krajów w Radzie Państwa Reprezentowanych. 1918, nr 175 (англ.). 1918.